# جارو (مقاطعة اشتهارد)
جارو (بالفارسية: جارو) هي قرية تقع في مقاطعة إشتهارد في إيران. يقدر عدد سكانها بـ 602 نسمة .